# 丸ごとPOG
『丸ごとPOG』（まるごとピー・オー・ジー）は、株式会社産業経済新聞社が発行している年刊の競馬雑誌。ペーパーオーナーゲーム（POG）に関する話題を扱う。同社の競馬雑誌『週刊Gallop』の臨時増刊扱いとなっている。

## 概要
毎年5月初旬～中旬あたりに発売され、2009～2010年度版は定価1600円となっている。2009年のみ『丸ごとPOG』に先駆けて『先取りPOG 2009～2010年度版』を3月23日に発売した。
他のPOG関連本と比べ、馬の写真が多いことが特徴(500～600頭超、14-15年版は709頭)。ちなみにライバルの『POGの達人』（光文社）や『最強のPOG青本』（KKベストセラーズ）では、例年300～400頭弱である。雑誌のサイズも、他誌がA5判なのに対しA4変形版（『週刊Gallop』とほぼ同じ）と大きくなっている。
付録に産地馬体検査の様子とJRA-VANスターターキットを収めたDVDが付いている。

## 主なコーナー
- 牧場別グラビア
- 産地馬体検査リポート
- クラブ法人所属馬完全報告
- 注目厩舎リポート
- 産駒別リスト

## その他
- 一口馬主クラブ馬の紹介コーナーでは、それぞれ各クラブのページに広告が添えられた形となっている。
- 2009～2010年度版では末尾の索引ページが削られた。
- 週刊Gallopにおいて2009年からPOGコーナーを袋綴じにしている。